# Estación de Santa María de Huerta
Santa María de Huerta es una estación ferroviaria situada en el municipio español de homónimo en la provincia de Soria, comunidad autónoma de Castilla y León. Cuenta con servicios de Media Distancia.

## Situación ferroviaria
La estación se encuentra en el punto kilométrico 192,1 de la línea férrea de ancho ibérico que une Madrid con Barcelona a 764 metros de altitud, entre las estaciones de Arcos de Jalón y de Monreal de Ariza. El tramo es de doble vía y está electrificado.

## Historia
La estación fue inaugurada el 25 de mayo de 1863 con la apertura del tramo Medinaceli - Zaragoza de la línea férrea Madrid-Zaragoza por parte de la Compañía de los Ferrocarriles de Madrid a Zaragoza y Alicante o MZA. En 1941, la nacionalización del ferrocarril en España supuso la integración de MZA en la recién creada RENFE. 
Desde el 31 de diciembre de 2004 Renfe Operadora explota la línea mientras que Adif es la titular de las instalaciones ferroviarias.

## La estación
El edificio de viajeros se halla en el andén lateral que accede a la via 2 sentido Barcelona. Posee un andén central al que acceden las vías 1 sentido Madrid y una vía derivada. Cuenta en el andén lateral con un pequeño refugio.

## Servicios ferroviarios

### Media Distancia
Renfe presta servicio de Media Distancia gracias a sus trenes Regionales en los siguientes trayectos:
| Línea MD | Trenes   | Origen/Destino   |  | Destino/Origen             |
| -------- | -------- | ---------------- |  | -------------------------- |
| 55       | Regional | Madrid-Chamartín |  | Lérida Zaragoza-Miraflores |
| 55       | Regional | Arcos de Jalón   |  | Zaragoza-Miraflores        |